# أوجين غوتييه
أوجين غوتييه (بالفرنسية: Eugène Gautier)‏ هو ملحن وعازف كمان فرنسي، ولد في 27 فبراير 1822 في Vaugirard ‏ في فرنسا، وتوفي في 1 أبريل 1878 في باريس في فرنسا.

## وصلات خارجية
- أوجين غوتييه على موقع ميوزك برينز (الإنجليزية)